# La Pagode

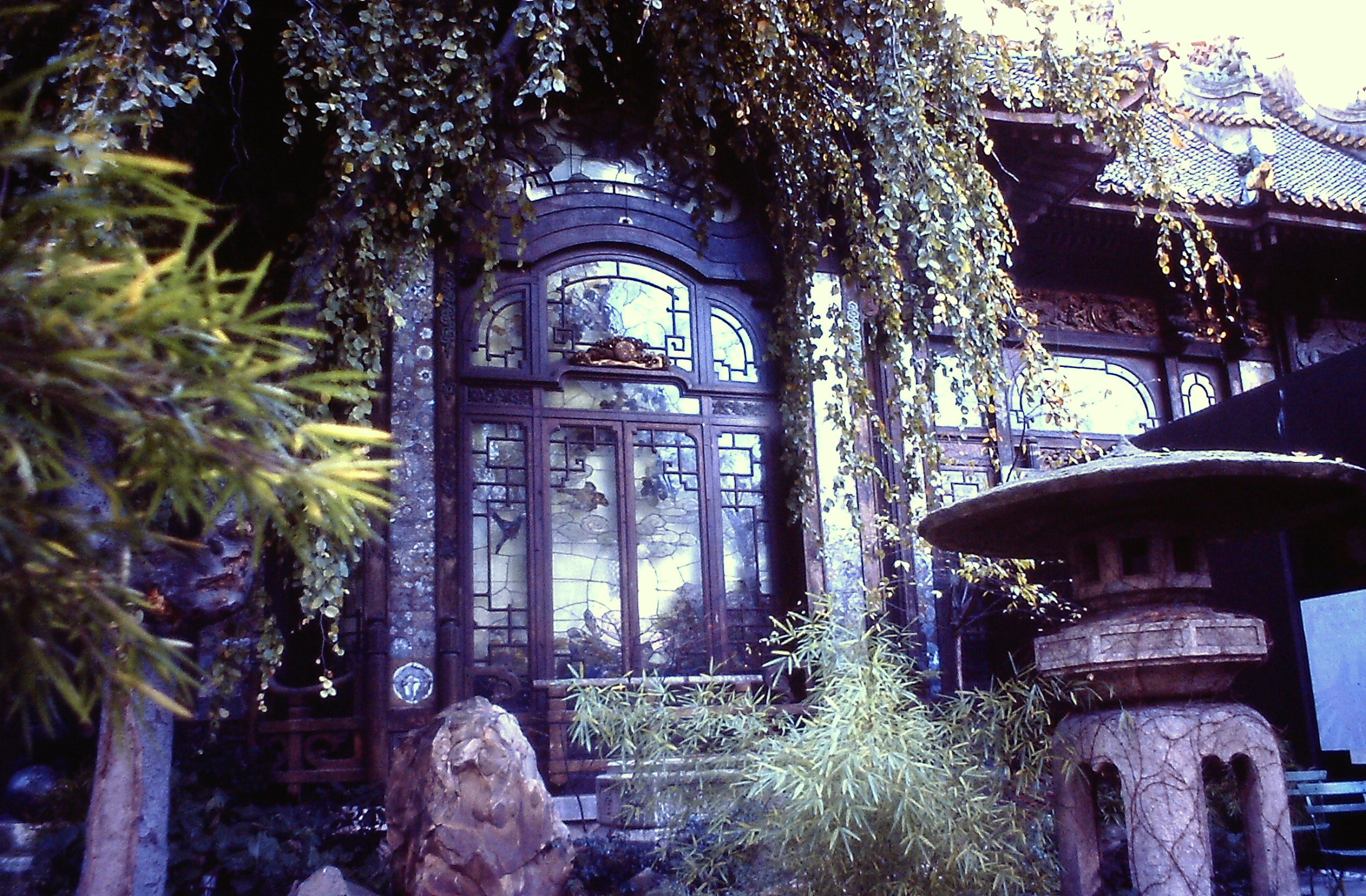
L'ingresso della Pagode come si presentava nel 1977.

La Pagode  è un cinema di Parigi situato nel settimo arrondissement della città. Il luogo presenta una sala cinematografica in stile giapponese ed un giardino giapponese. La Pagode è chiusa dal 10 novembre 2015.

## Storia

### Inaugurazione e primi anni

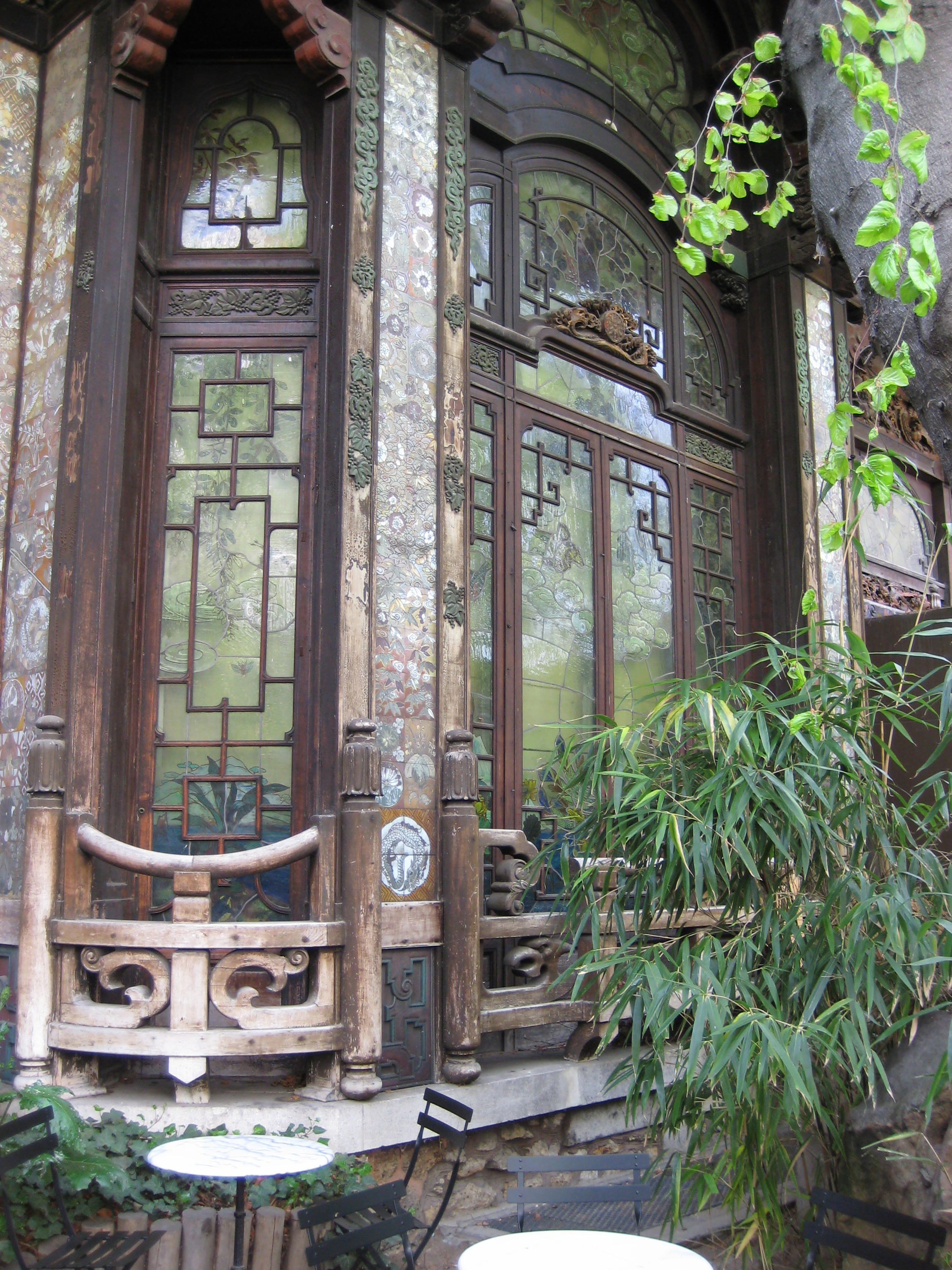
Un'entrata presso il giardino.

La Pagode venne costruita nel 1896 dall’architetto Alexandre Marcel, in un’epoca nella quale andava di moda il giapponismo, ovvero l'imitazione dell'arte e dell'architettura nipponiche. Si trattava di un regalo di François-Émile Morin, il direttore del vicino magazzino Le Bon Marché, a sua moglie. Madame Morin vi organizzò molti ricevimenti (all'inaugurazione era presente l'orchestra dell'Opéra di Parigi, mentre qualche mese dopo avvenne una serata nella quale Madame Morin partecipò vestita da imperatrice della Cina), ma quello stesso anno lasciò il marito per il suo compagno Joseph Plassard, portandogli in dote La Pagode. Madame Morin morì nel 1917 e Plassard si risposò con Antoinette Mougel; la coppia acquistò i palazzi circostanti, facendo dell'edificio la loro sala per le feste. I ricevimenti sontuosi continuarono fino alla chiusura della sala nel 1927. Delle capre pascolavano nel giardino e l'Ambasciata cinese a Parigi pensò di acquistare l'edificio, ma poi cambiò idea, poiché alcuni dipinti alle pareti mostravano dei giapponesi che sconfiggevano dei cinesi.

### Dagli anni 30 agli anni 80

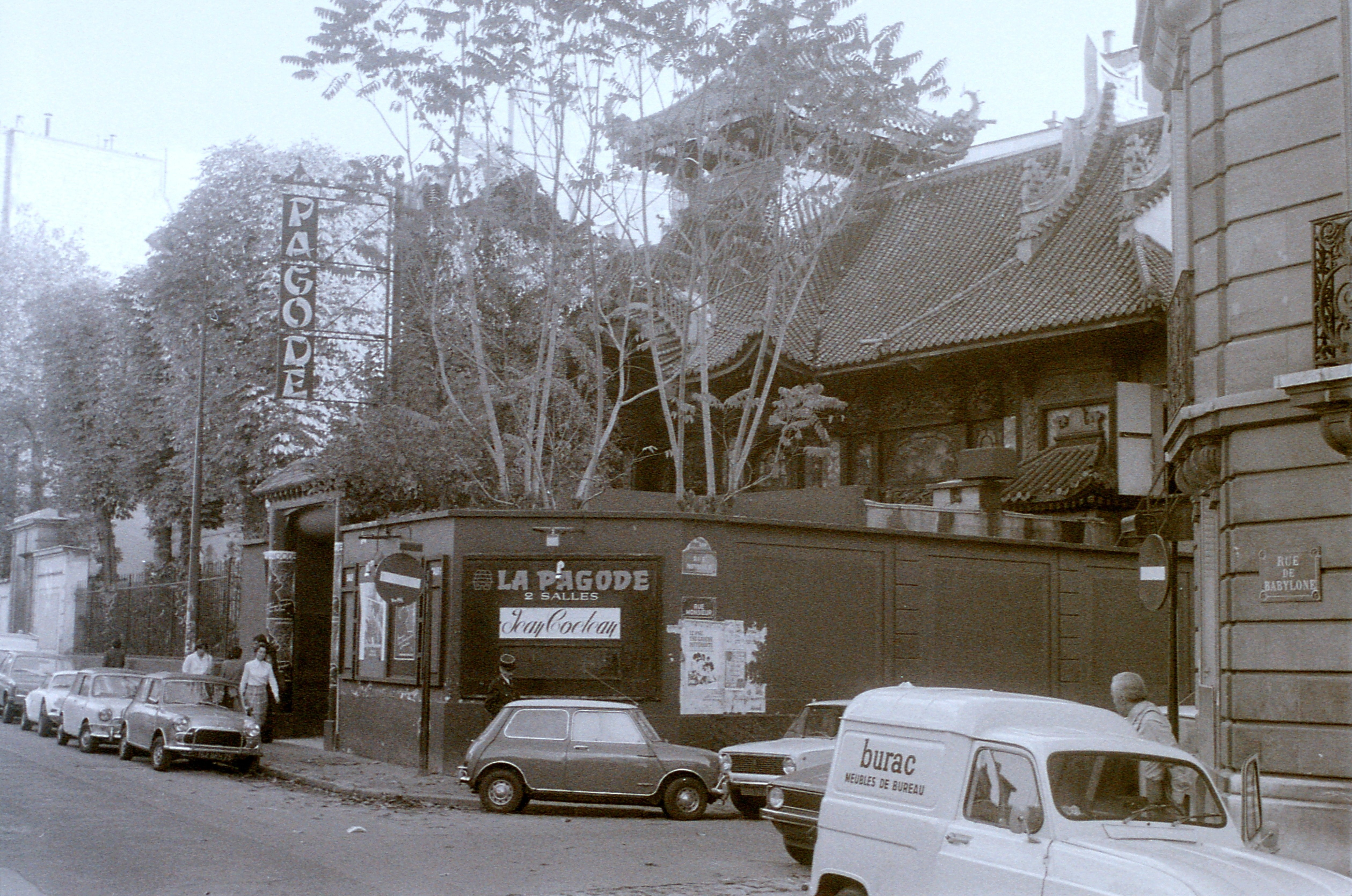
La Pagode nel 1977.

Quattro anni dopo, nel 1931, La Pagode riaprì finalmente al pubblico. Il luogo, precursore della settima arte, divenne l'unico cinema del settimo arrondissement della città. Fin dai primi tempi La Pagode presentò i film nelle loro versioni originali. Durante l'occupazione nazista il cinema venne chiuso e i combattenti della Resistenza utilizzarono il passaggio che collega il cinema agli edifici circostanti. Il cinema riaprì nel 1944, durante la liberazione di Parigi, e vennero proiettati molti film statunitensi.
Nel 1956 le prime sale destinate alla proiezione di film indipendenti di Parigi furono dotate di uno statuto ufficiale: l’AFCAE (Association française des cinémas d'art et d'essai). Sotto la guida dell'amministratrice delegata Yvonne Décaris, tra il 1955 e il 1967 La Pagode divenne un luogo di ritrovo per i cinefili, soprattutto gli ammiratori di Ingmar Bergman e Sergej Michajlovič Ėjzenštejn. Jean Cocteau presentò qui il suo film Il testamento di Orfeo nel 1959, così come Louis Malle presentò Vita privata nel 1962, dato che la prima assoluta prevista ai Campi Elisi fu spostata a causa di una minaccia terroristica dell'OAS.
Negli anni 60 La Pagode partecipò al movimento cinematografico della Nouvelle Vague (Nuova ondata) proiettando i film di François Truffaut, Éric Rohmer e Jacques Rozier. Nel 1972 La Pagode è stata interamente ristrutturata da Louis Malle, che all'epoca la gestiva, e fu trasformata in un complesso moderno formato da due sale, una delle quali sotterranea. La facciata venne rinnovata e anche il giardino giapponese fu oggetto di manutenzione. Venne inoltre creata una sala da tè. Questa ristrutturazione venne realizzata dagli architetti Luce Eekman e François Debulois e terminò nel 1973. Nel 1979 il gestore del luogo divenne Gaumont.
Dal 16 al 31 gennaio 1978 il Gruppo di liberazione omosessuale (Groupe de libération homosexuelle, GLH) organizzò un evento di quindici giorni sul cinema omosessuale. L'allora ministro della cultura, Michel d'Ornano, fece vietare la proiezione di diciassette film. Inoltre, la sera del 27 gennaio, un gruppo che affermava di appartenere al gruppo di estrema destra Jeune Nation entrò nel cinema e aggredì gli spettatori. Il regista Guy Gilles venne ferito. Questi eventi diedero un'ampia copertura mediatica al lavoro del GLH.

### Dagli anni 80 alla chiusura

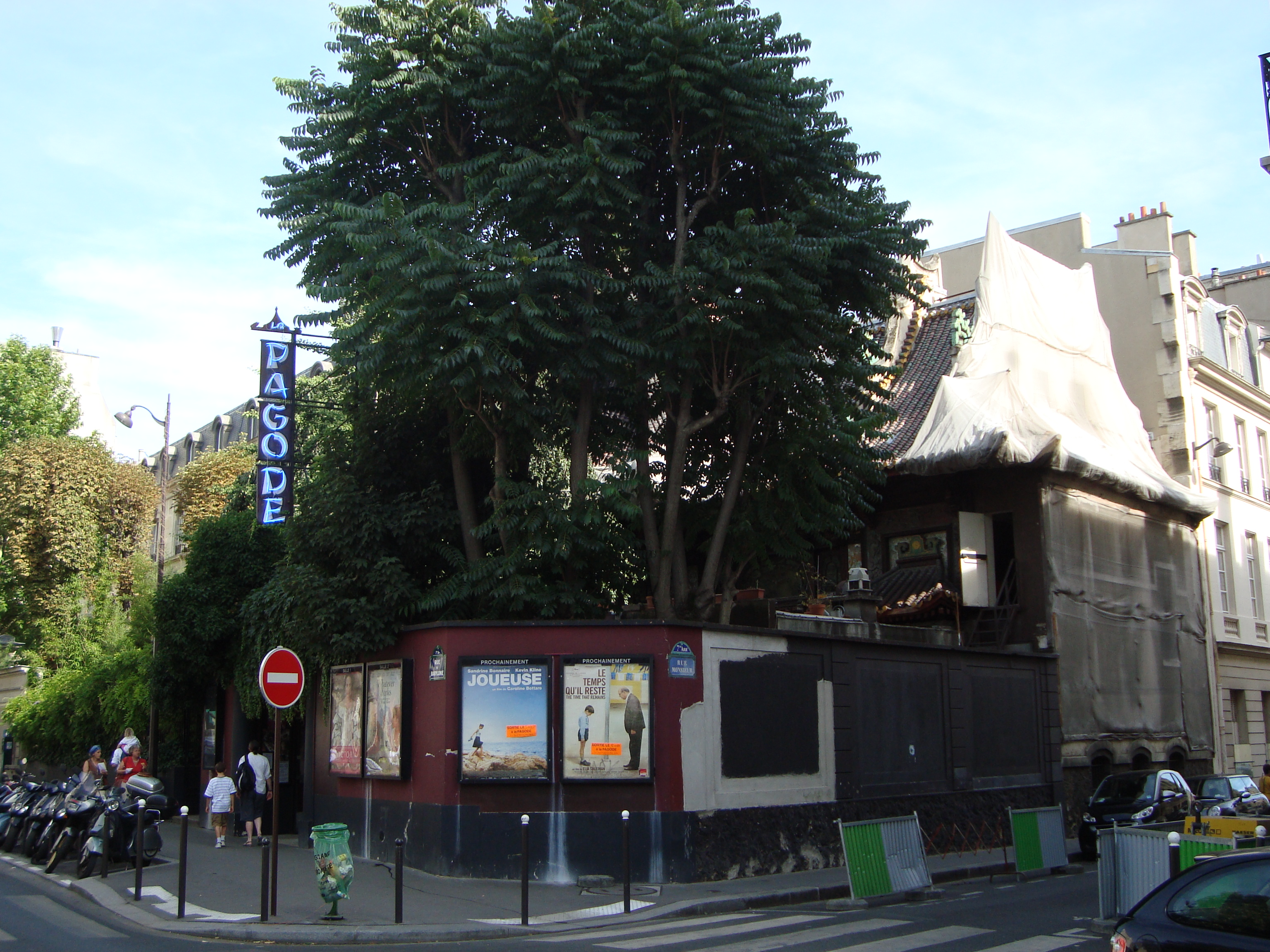
La Pagode nel 2009.

Il giardino è classificato come monumento storico grazie a un decreto del 21 febbraio 1983, mentre la facciata, i tetti e la sala principale furono classificati il 21 agosto 1990.
La famiglia Gibault-Plassard, proprietaria del luogo dai tempi della sua costruzione, la vendette a Élisabeth Dauchy (la figlia del calciatore József Ebner) nel 1985. All'epoca, le venne proposto di trasformare le fondamenta dell'edificio in un parcheggio, ma lei rifiutò; girarono anche delle voci sulla costruzione di locale della catena di fast food McDonald's. Il cinema venne chiuso nel 1997 e riaprì nel 2000 con la proiezione del film Fa yeung nin wa dI Wong Kar-wai. A partire dal 2010 sono sorti dei dissensi tra la proprietaria Élisabeth Dauchy, amministratrice delegata della Compagnia Rembrandt Investissement, e David Henochsberg, che dirigeva la società Étoile Cinémas, che gestiva La Pagode dal 2000 insieme a vari cinema di Parigi (incluso il Beau Regard). Il cinema è chiuso a partire dal 10 novembre 2015. Il sito dovrebbe essere soggetto a lavori importanti e riaprire aprendosi ad altri eventi culturali, senza tuttavia abbandonare la proiezione di pellicole. Nel 2017 il magnate statunitense Charles S. Cohen ha acquistato La Pagode, sperando di far rinascere il cinema.
L'11 maggio 2020, il primo giorno di deconfinamento dopo due mesi di chiusura a causa della pandemia di COVID-19, gli alberi del giardino vennero abbattuti: il ginco, il castagno, il faggio piangente ed altri alberi che sovrastavano il padiglione vennero abbattuti per procedere alla ristrutturazione del luogo e per consentire la realizzazione di due stanze al pianterreno, causando non poche controversie. Dovrebbe essere creato un nuovo giardino giapponese, secondo quando è stato detto.

## Trasporti
La stazione del Metrò più vicina al cinema è quella di Saint-François-Xavier, come anche le fermate del Bus RATP n. 82, 87 e 92.

## Film girati allaPagode
- Il tempo delle mele 2 (1982) di Claude Pinoteau;
- La Pagode de Babylone (2006), documentario di Caroline Von Gimenez.